# Paleopragma
Paleopragma is een geslacht van kevers uit de familie bladsprietkevers (Scarabaeidae). Het geslacht werd voor het eerst wetenschappelijk beschreven in 1880 door Thomson.

## Soorten
- Paleopragma cabellai Rigout, 1992
- Paleopragma petersi (Harold, 1878)